# Eraclide di Eritre
Eraclide (in greco antico: Ἡρακλείδης?, Erakleídes; Eritre, ... – ...; fl. I secolo a.C.) è stato un medico greco antico del I secolo a.C.
Eraclide era discepolo di Crisermo, e quindi compagno di studi di Apollonio Mys, e contemporaneo di Strabone. Il medico romano Galeno ci parla di una sua opera, Sulla scuola di Erofilo (in greco antico: Περὶ τῆς Ἡροφίλου Αἱρέσεως?), di almeno sette libri e sappiamo che fu anche autore di un commentario dei libri III e VI delle Epidemie di Ippocrate, ma nessuna delle sue opere ci è giunta.